# Sjöhagen, Västerås
Sjöhagen är en stadsdel och ett industriområde i Västerås. Området ligger söder om järnvägen (Mälarbanan), runt Sjöhagsvägen.
I Sjöhagen finns industrier: Västerås kraftvärmeverk, Oljekajen och Djuphamnskajen. Saltängsvägen var den gamla infarten västerifrån till Västerås. Intill den finns ruinen av den gamla S:ta Gertruds kapell. Kapellbäcken rinner genom Saltängen, förbi kapellruinen och sedan ut i Mälaren.
Området avgränsas av järnvägen, Cisterngatan och Johannisbergsvägen.
Området gränsar i norr till Hammarby, i nordöst till Gustavsvik, i öster till Mälaren, i söder till Johannisberg och i väster till Munkboängen och Saltängen.